# 1412

سنة 1412 كانت سنة كبيسة تبدأ يوم الجمعة (سوف يظهر الرابط التقويم الكامل للعام) حسب التقويم اليولياني.

## أحداث
- 28 أكتوبر - أصبح إريك من بوميرانيا الحاكم الوحيد لاتحاد كالمار (السويد والدنمارك والنرويج) ، بعد وفاة الملكة مارجريت.

## مواليد
- جان دارك
- قايتباي